# Stanisław Pechkranc
Stanisław Pechkranc (ur. 16 grudnia 1865 w Warszawie, zm. 18 października 1921 w Warszawie) – polski lekarz żydowskiego pochodzenia. Był ordynatorem oddziału zakaźnego Szpitala na Czystem w Warszawie. Pozostawił około trzydziestu prac naukowych. 

## Życiorys
W 1885 ukończył gimnazjum; studiował na Uniwersytecie Warszawskim, studia ukończył z wyróżnieniem w 1889. W tym samym roku rozpoczął pracę w Starym Szpitalu Starozakonnych przy ul. Pokornej, na oddziale zakaźnym. Zachorował po czterech tygodniach na dur brzuszny. W 1892 został asystentem na oddziale wewnętrznym u Wiktora Grossterna. Podczas epidemii cholery w Warszawie w 1892 przyjął również obowiązki ordynatora oddziału cholerycznego i pełnił je do 1894. W 1904 roku powołany do wojska, w 1906 roku powrócił do kraju. Został wtedy ordynatorem nowego oddziału wewnętrzno-zakaźnego. W 1914 ponownie powołany do wojska rosyjskiego, służąc jako lekarz wojskowy podupadł na zdrowiu. Zmarł w Warszawie.
Pechkranc przed Babińskim i Fröhlichem, opisał przypadek zespołu, określanego później nazwą zespołu Babińskiego-Fröhlicha albo dystrofii tłuszczowo-płciowej. Eufemiusz Herman zaproponował nazwę zespołu Pechkranca-Babińskiego-Fröhlicha.

## Prace
- Kilka słów o kurczach mięśniowych w cholerze azjatyckiej. Gazeta Lekarska (1894)
- O etiologji i leczeniu cholery. Gazeta Lekarska (1894)
- Dwie szczególne postacie zaburzeń nerwowych w cholerze azjatyckiej. Gazeta Lekarska (1894)
- Epidemja cholery azjatyckiej z r. 1894 w Warszawskim Szpitalu Starozakonnych. Gazeta Lekarska (1895)
- Hemoglobinomocz (Nephritis haemoglobinurica). Medycyna (1896)
- Cierpienia nerek przy niektórych chorobach skóry. Gazeta Lekarska (1896)
- Przypadek zapalenia opon mózgowych niegruźliczej natury z niezwykłym przebiegiem oraz kilka uwag w kwestji rozpoznania różniczkowego gruźliczego zapalenia opon od zapalenia opon innego pochodzenia. Gazeta Lekarska (1898)
- Z kazuistyki nowotworów przysadki mózgowej (Sarcoma angiomatodes hypophyseos cerebri). Gazeta Lekarska (1898)
- Neurologisches Centralblatt (1899)
- Przyczynek do etiologji kaszlu. Gazeta Lekarska (1898)
- Albuminurie und akate diffuse Nephritis im Verlaufe einiger Hautkrankheiten (Scabies, Ekzem). Wiener Medicinische Wochenschrift 51/52 (1899)
- Ostre krwotoczne zapalenie nerek oraz haemoglobinomocz w następstwie zatrucia pigułkami Cauvin'a. Gazeta Lekarska (1899)
- Pechkranc S, Flaum M. Rozszerzenie przełyku samoistne. Rozpoznanie kliniczne. Badania nad zdolnością chłonną błony śluzowej przełyku. Gazeta Lekarska (1899)
- Samoistne cierpienia serca: przerost i rozszerzenie (studjum kliniczne). Gazeta Lekarska (1899)
- Przyczynek do nauki o kostniejącem zapaleniu mięśni (Myositis ossificans). Gazeta Lekarska (1901)
- Najnowsze poglądy na patogenezę kamicy żółciowej. Medycyna (1901)
- O przewlekłem unieruchomiającem zapaleniu kręgosłupa. Gazeta lekarska 37, 9/10 (1902)
- Leczenie chirurgiczne choroby Bright'a. Gazeta Lekarska 37, 23, ss. 584-587, 24, ss. 603-606, 25, ss. 623-629 (1902)
- Badania nad nowoodkrytemi promieniami i ciałami promieniotwórczemi oraz zastosowanie wyników tych badań do medycyny. Medycyna 32, 26, ss. 547-551 i 27, ss. 566-570 (1904)
- Ograniczone sprawy zapalne okrężnicy. Medycyna (1904)
- O przetokach żołądkowo-okrężnicowych (Fistulae gastro-colicae). Medycyna 32, 3, ss. 51-54 (1904)
- Krzywica w wieku młodzieńczym (Rachitis adolescentium). Medycyna 35, 12, ss. 205-210 (1907)
- Dystrophia ossium progressiva czy Rachitis adolescentium? Medycyna (1907)
- Przypadek wielopalcowości. Medycyna (1908)
- Przypadek nabytego postępującego asymetrycznego przerostu kości i miękkich części ciała. Medycyna (1910)
- Obecny stan wiedzy o gruczołach z wydzieliną wewnętrzną (Streszczenie zbiorowe). Medycyna (1910)
- Obecny stan wiedzy o gruczołach z wydzieliną wewnętrzną. Neurologia Polska 1, 5 (1910)
- Niedomoga gruczołów z wydzieliną wewnętrzną: „Niedostateczność wielogruczołowa”, „Insuffisance pluriglandulaire” (Claude i Gougerot). Medycyna i Kronika Lekarska 46, 16/17/18 (1911)
- Moczówka prosta oraz niedorozwój całego ciała jako też narządów płciowych (zespół przysadkowy). Medycyna i Kronika Lekarska 46, 20, ss. 458-461 i 21, ss. 482-486 (1911)
- Samoistne rozszerzenie przełyku. Medycyna (1912)
- Tętniak łuku aorty z zarośnięciem osierdzia oraz zrostami jego z klatką piersiową i przeponą. Medycyna (1912)
- Rozszczepienie klatki piersiowej boczne. Patogeneza tego zniekształcenia. Medycyna (1914)